# Purkmistrovský poklad
Purkmistrovský poklad je soubor cenných historických a uměleckých památek, které jsou úzce spjaty s dějinami Hradce Králové. Soubor tvořily jak hmotné předměty, dnes uložené v Muzeu východních Čech v Hradci Králové, tak písemnosti uložené ve Státním okresním archivu v Hradci Králové.

## Historie
Purkmistrovský poklad je souborem několika historických památek, které vznikaly v různých historických obdobích a které byly svým významem a stářím určeny k budoucímu uchování a ochraně. Původně byl soubor předmětů roztříštěn na různých místech (např. chrám sv. Ducha, stará radnice aj.), teprve v 19. století byly předměty a listiny zkompletovány a uloženy v truhle. Docházelo však k časté manipulaci, přendávání a ukazování předmětů, čímž došlo k poškození některých z nich. Královéhradecká obec si však uvědomovala jejich význam, a proto byly v roce 1854 zhotoveny dvě skříně, které byly umístěné v kanceláři purkmistra v budově tzv. Nové radnice na Malém náměstí a v nich památky uloženy. Právě tato skutečnost vedla k tomu, že se soubor cenností nazývá jako purkmistrovský poklad.
V roce 1879 se konala v městské reálce výstava starožitností, kde měla veřejnost poprvé možnost spatřit „památky po císařovně Alžbětě (Elišce), manželce Karla IV.“. Táto výstava dala následně podnět k založení městského muzea. Předměty ze sbírky purkmistrovského pokladu byly v roce 1884 uloženy do nové, speciálně vyrobené skříně firmy Märky, Bromovský a Schulz v Kuklenách.
Součástí purkmistrovského pokladu byly také listiny. Hradecké písemnosti si prošly ve svých dějinách velmi složitým obdobím a nepříznivě se na nich podepsala řada požárů, vojenských konfliktů a také zanedbání ze strany úředníků. Významnou ranou pro dějiny hradeckého archivu se stala nařízená skartace většiny středověkých a velké části raně-novověkých písemností, které byly odvezeny k rozemletí do kuklenské papírny a další část rozprodána. Některé z listin však všem navzdory všem zásahům přečkaly a byly uloženy v purkmistrovské kanceláři na Malém náměstí, odkud je v roce 1880 převzalo hradecké muzeum. V roce 1954 se pak archiválie dostaly do správy státního archivu, kde jsou uchovány dodnes.

## Významné předměty purkmistrovského pokladu

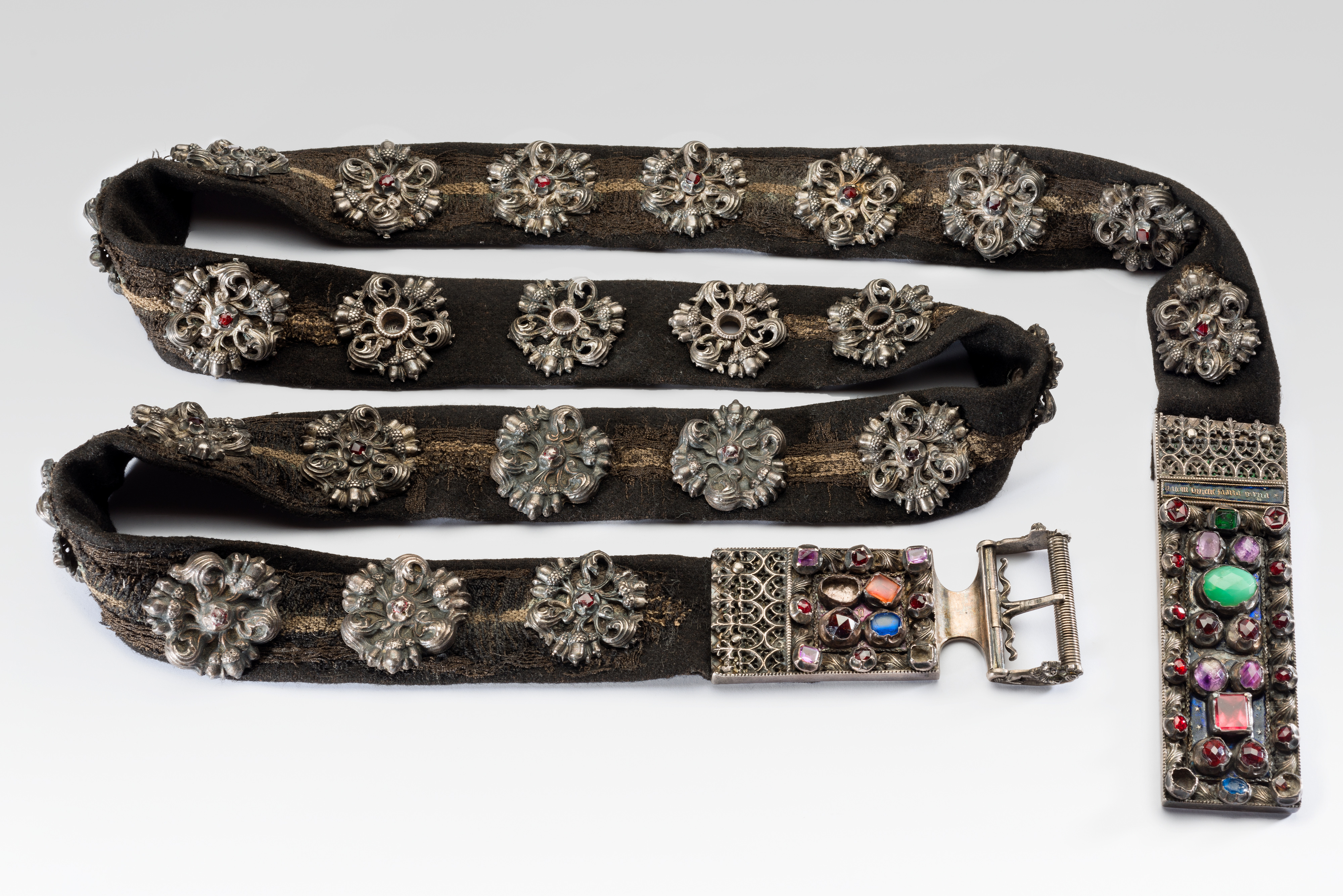
Eliščin pás

### Eliščin pás

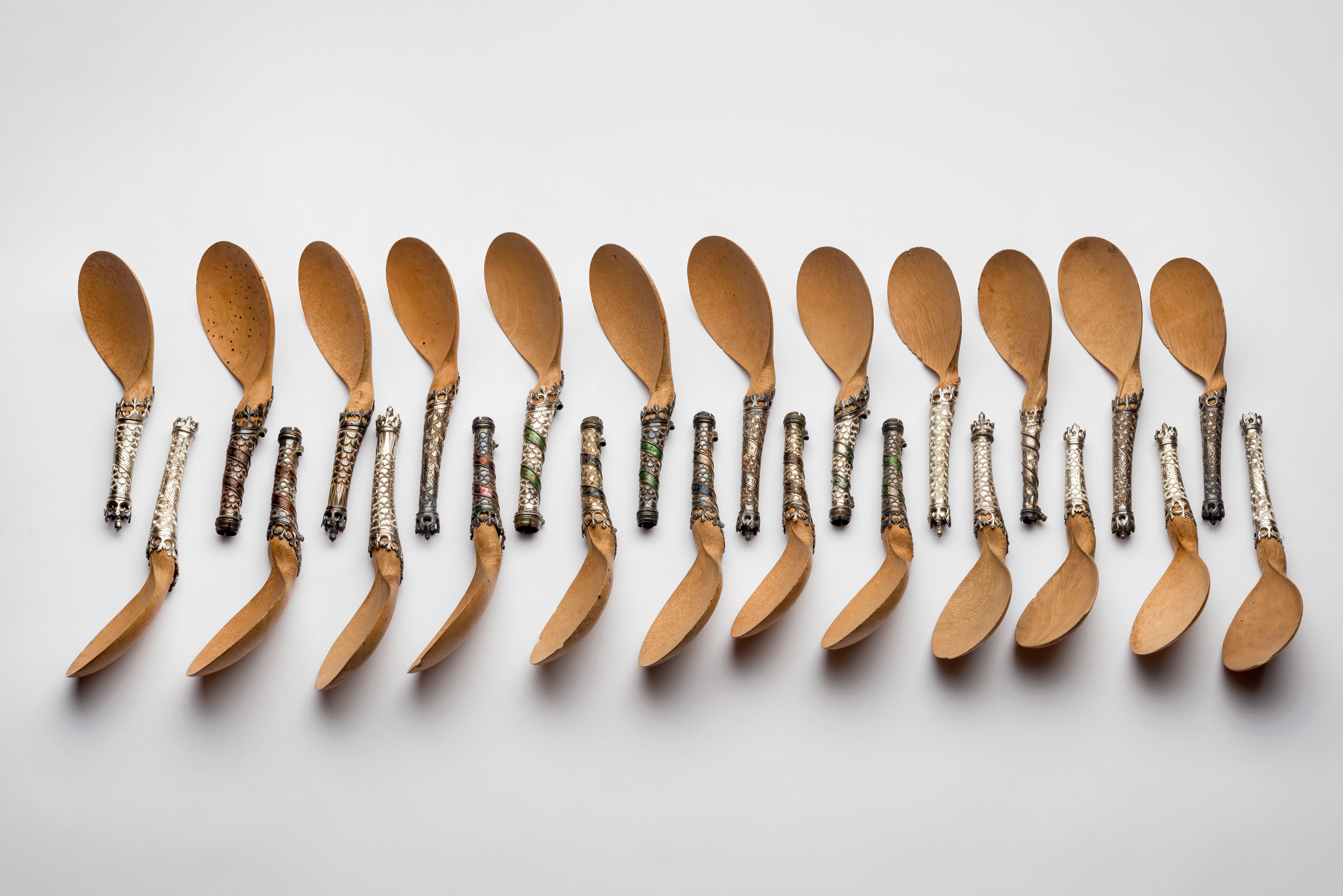
Sada lžiček

Nejvýznamnější památkou purkmistrovského pokladu je tzv. Eliščin pás s délkou 168 cm a šířkou 4,4 cm. Je tvořen lněnou portou se středovým červeným pruhem a postranními bleděmodrými pruhy. Zdobí ho 24 rozet tvořených třemi trojicemi žaludů a stáčenými akantovými listy. V 19 rozetách jsou vsazeny české granáty vybroušené do routy, pět z nich má ve středu otvor na protažení jazýčku spony. Nejkrásnější částí jsou dvě pasířsky opracovaná nákončí s prolamovaným gotickým kružbovím, broušenými a leštěnými drahokamy a modrým a zeleným emailem. Obdélníkový závěs je doplněn o stříbrný nápis „na tom swietie zadna gyna“, který vystupuje z modrého emailu. Druhá strana je zakončena přezkou, sponu pásu drží dva lvíčci.

### Sada 24 lžiček

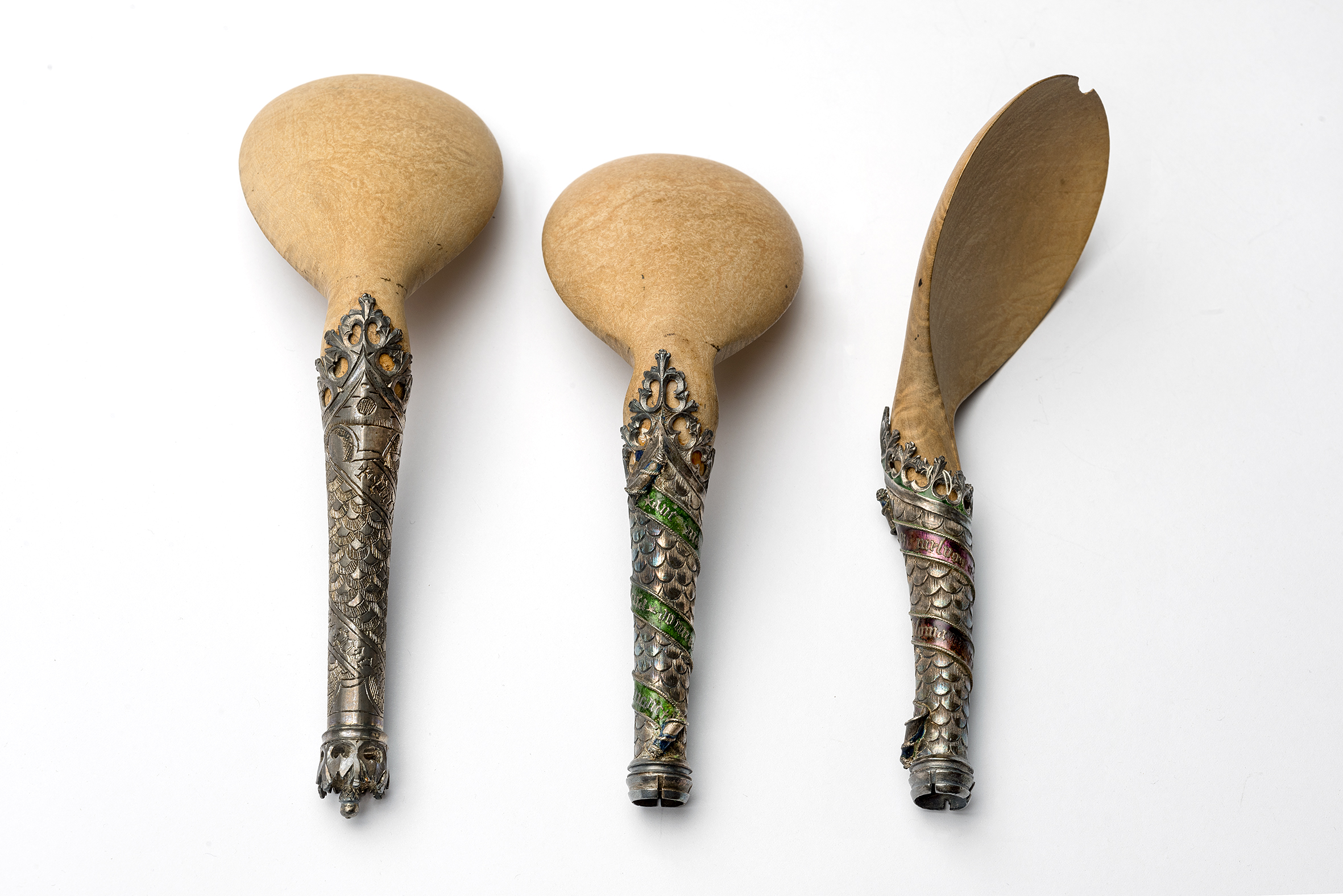
Detail rukojetí lžiček s barevnými emaily

Sada 24 lžiček je vyrobena z jalovcového dřeva. Jejich délka činí 14–16 cm, misky jsou 7–8 cm dlouhé a 4,7–5,5 cm široké. Držadla lžic, která jsou ze stříbra, mají tvar dutého kužele dlouhého 8,5–9,2 cm. Jsou zdobena rytím nebo modrým, zeleným a fialovým emailem. Lžic s emailovanými závitky je jedenáct, s rytými nápisy devět a bez nápisů pouze se šupinatou okrasou na řapech jsou čtyři lžíce. Na konci řapů s emailovými nápisy je možné vidět v malém prohloubení písmeno z bílého emailu. Na lžicích, které postrádají email, je umístěna okrasa na způsob koruny. Moric Lüssner se na základě svého pozorování domníval, že původní součástí stříbrného kování lžic byly i drahokamy. Nejpřesnější popis nápisů podal Ludvík Domečka – např. „Pane Bože, rač požehnati“, „Pan Buoh má naděje“, „Kdož miluje čest, hoden (mi)lovanie jest nad jiné“,“ Pane Bože, rač zdařiti k tomuto jedlu, kdož jesti (bude)“ atd.

### Ciboriumk přijímání podobojí
Jedná se o stříbrnou válcovitou nádobku ze druhé poloviny 15. století ve tvaru pyxis, typickou pro pozdně gotická ciboria utrakvistů, s vyjímatelnou vnitřní pozlacenou miskou na konsekrované hostie. Nádobka stojí na čtyřech nožkách v podobě granátových jablíček, která v křesťanském umění symbolizují Vzkříšení. Zevní plášť válce a horní část víka jsou potaženy tmavě zeleným sametem s vysokou plastickou rozvilinovou výšivkou doplněnou říčními perličkami a ozdobným uzávěrem ve tvaru figurky heraldického lvíčka. Na vnitřní straně víčka se nachází jemná rytina beránka držícího korouhvičku s křížem, který od doby raného křesťanského umění symbolizoval Krista nebo také eucharistii a je připomínkou Kristovy oběti.
Přestože utrakvistický původ ciboria nelze doložit písemně, bylo toto ciborium od nepaměti spojováno s utrakvistickou reprezentací města. Dokladem může být i to, že ještě v 19. století bylo jako starobylá městská památka uloženo v truhle mezi radničními cennostmi. Heraldický lvíček – figura ze znaku města – na víku potvrzuje, že ciborium bylo velmi pravděpodobně zhotoveno pro hradeckou městskou radu, která byla až do bitvy na Bílé hoře utrakvistického vyznání. Ciborium patrně náleželo k liturgickému vybavení objednanému pro bohoslužby v radniční kapli nebo městském kostele.
K ciboriu patří také dvě lžičky na podávání hostií a manipulaci s nimi z druhé poloviny 15. století. Pozlacenou lžičku zdobí tordování a ručička na konci, která drží stylizované žezlo. Druhá, stříbrná lžička je menší, zakončená žaludem. Dana Stehlíková soudí, že tvarování symbolicky napovídá tomu, že velká lžička sloužila mužům, menší pak ženám. Jiný názor zastává Kateřina Horníčková, která přisuzuje využití menší lžičky pro podávání hostií dětem, ty ale bývaly v inventářích kostelů jasně označeny.

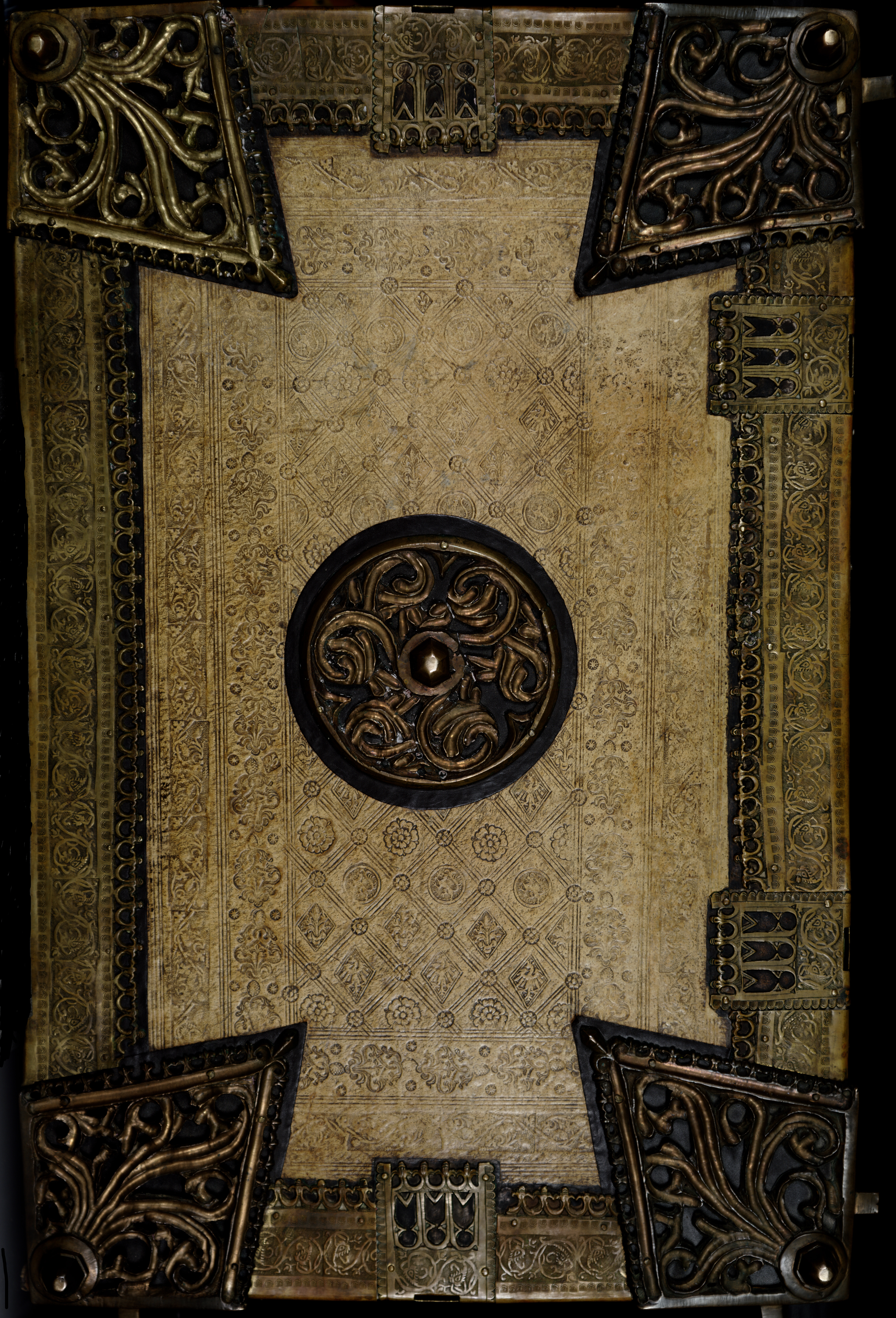
Franusův kancionál

### Franusův kancionál (Codex Franus)
Zpěvník z roku 1505, vázaný v kůži zdobené slepotiskem a kováním, obsahuje 367 pergamenových listů s písněmi církevního roku v latině i češtině, které reprezentují různé typy skladeb. Prolíná se tu klasický liturgický chorál s písněmi duchovními a vícehlasými skladbami. Kancionál vyzdobil proslulý iluminátor Janíček Zmilelý z Písku, vůdčí osobnost pražské malířské dílny, který se podílel mj. na výzdobě Jenského kodexu. Osmnáct iniciál obsahuje miniatury s biblickými náměty. Listy s iniciálami mají bohatou rozvilinovou výzdobu okrajů stránek, často rovněž s figurálními a zvířecími motivy. V rukopise nalezneme i podobu donátora Jana Franuse, držícího erb se symbolem soukenického cechu. Kancionál byl digitalizován a je možné si ho prohlížet prostřednictvím projektu Manuscriptorium.